# Vanuatuzanger
De vanuatuzanger (Cincloramphus whitneyi synoniem: Megalurulus whitneyi) is een zangvogel uit de familie Locustellidae. Deze vogel is genoemd naar de Amerikaanse zakenman Harry Payne Whitney (1872-1930) die de expeditie waarin deze vogel werd ontdekt had gefinancierd.

## Verspreiding en leefgebied
De vogel is endemisch op Espíritu Santo het grootste eiland van Vanuatu. De vogel leeft in tropisch hellingbos op hoogten tussen 500 tot 1500 meter boven zeeniveau.

## Status
Er is weinig over deze vogel bekend maar aangenomen wordt dat de vogel plaatselijk vrij algemeen is. Op de Rode lijst van de IUCN heeft deze soort de status niet bedreigd.